# Z77/78次列车
Z77/78次列车是中国铁路运行于首都北京至贵州省会贵阳之间的一对直达特快列车，自1978年8月1日起开行，由成都局集团贵阳客运段京快车队负责客运任务，是贵阳的首趟始发进京列车。列车使用3组25T型客车，沿京广铁路及沪昆铁路运行，途经北京、河北、河南、湖北、湖南和贵州五省一市，全程2536千米。其中北京西站至贵阳站运行27小时54分，使用车次为Z77次；贵阳站至北京西站运行27小时55分，使用车次为Z78次。列车作为全国43对品牌列车之一，在历年的铁道部检查评比中都取得了好名次，自1995年起多次被铁道部授予“红旗列车”称号，亦曾先后被中华全国总工会评为“全国模范职工之家”、贵州省政府命名为“文明列车”、成都铁路局评为“标准示范车”、共青团贵州省委命名为“青年文明号”列车，并有贵州的“形象大使”美誉。

## 历史

### Z77/78次 京汉直特
Z77/78这对车次最初用于北京西至汉口的列车，该列车由1998年10月1日开通的T77/78次列车（2000年以前为K77/78次）升级而来。:1812004年4月17日晚，中国铁路实施第五次大提速，武汉开通四班前往北京的直达特快列车，其中Z38、Z12由武昌站始发，Z4、Z78由汉口站始发。Z77/78次开通时中途不停站，编组包括4节软卧、13节硬卧和1节餐车，其中餐车更是只设16个座位。
2005年7月1日，复办不久的武汉铁路局第三次调整列车运行图，其中为满足豫南地区旅客的要求，Z77/78次列车增加漯河、信阳停站。同年8月11日，Z77/78次又增停孝感站。
2012年12月21日，因应京广高速铁路全线开通，Z77/78次列车停运，原车次得以留空。

### Z77/78次 京貴直特

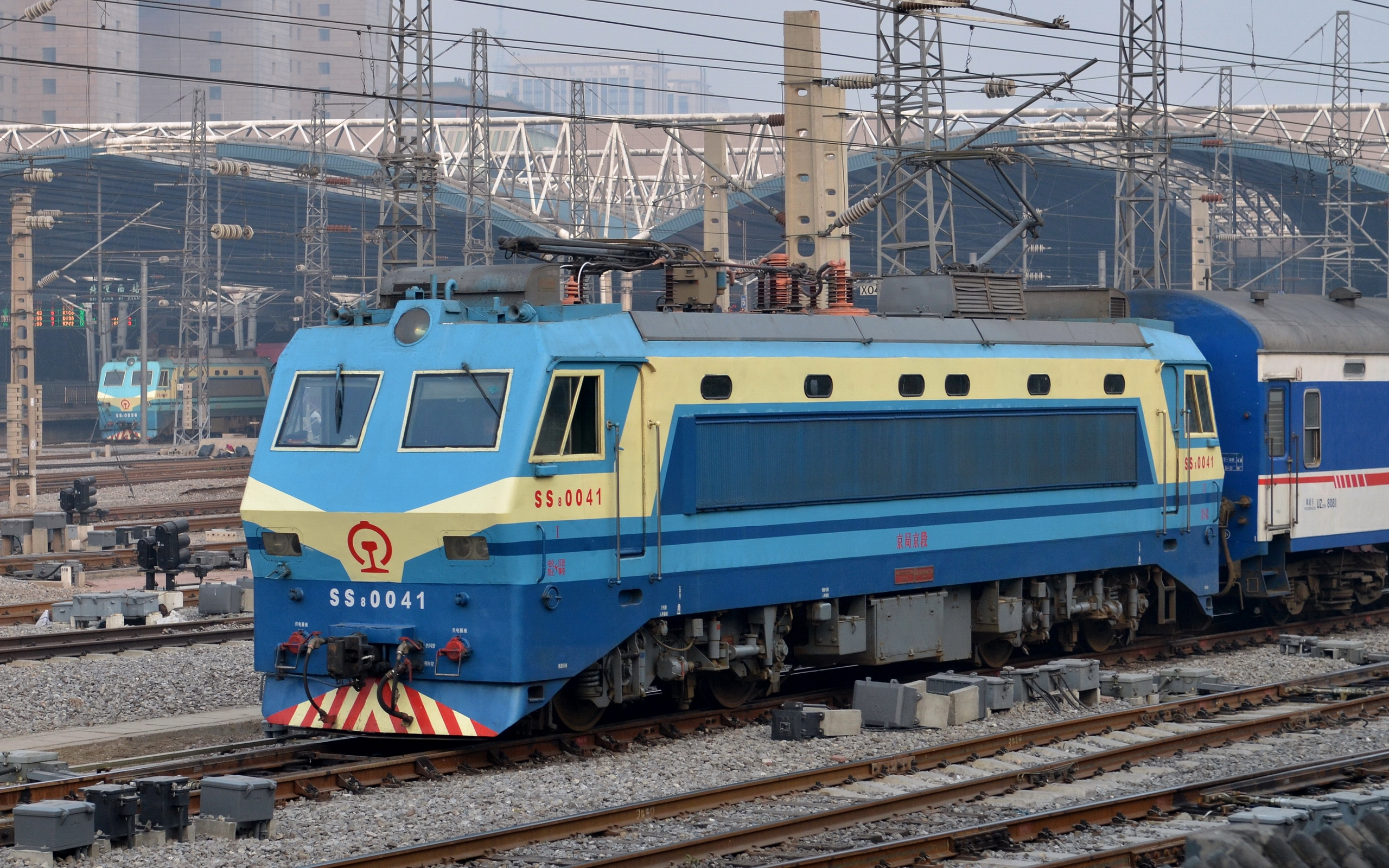
韶山8型0041号电力机车担当牵引北京西至贵阳T87次特快列车的任务，驶离北京西客站 (2011年10月)

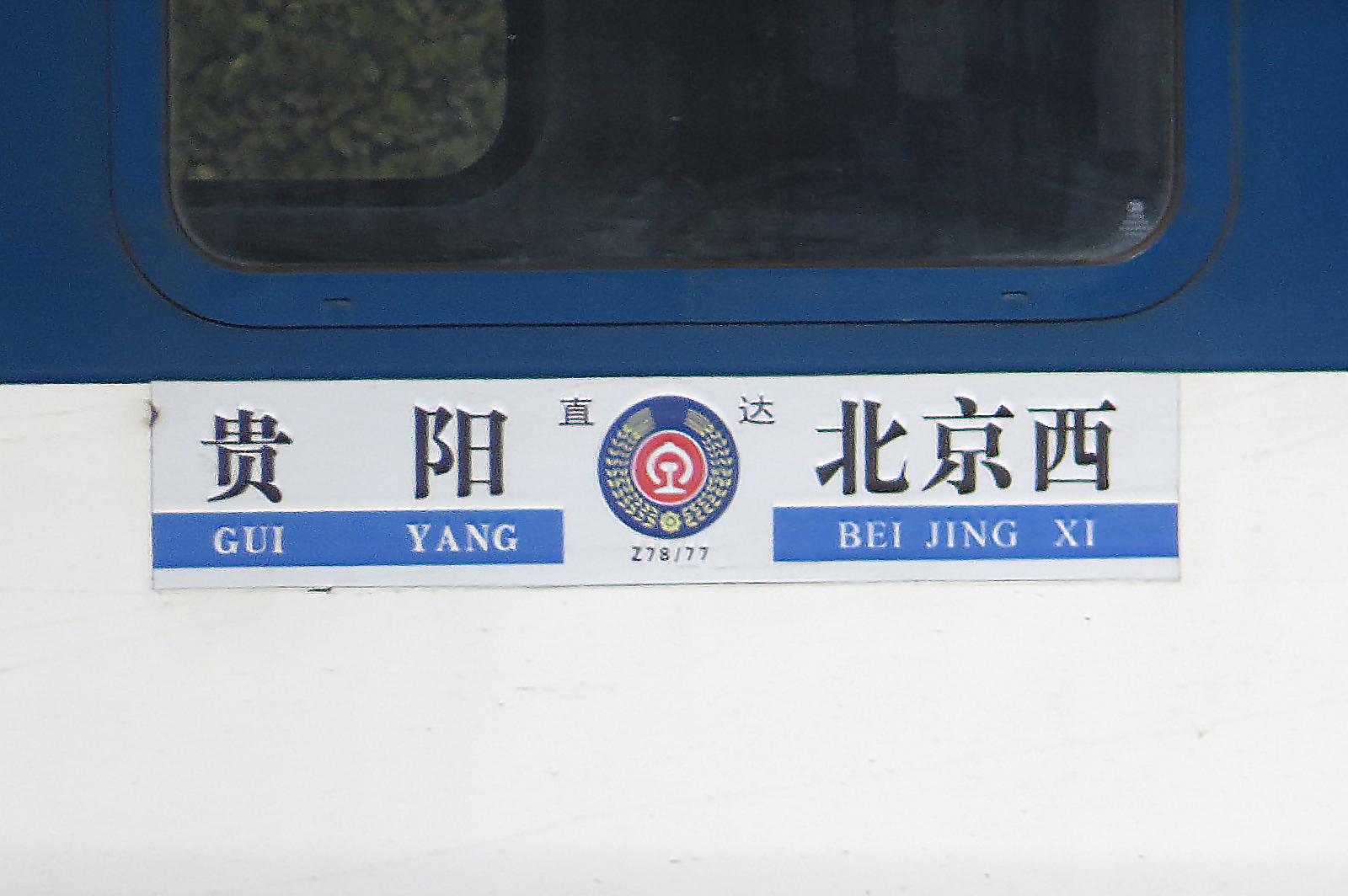
列车水牌（2016年）

1978年8月1日，中国铁路调整运行图，铁道部将原贵阳至衡阳的列车延长至北京，车次为149/150次直快，结束了贵州省没有进京列车的历史:215，1990年升格为87/88次特快。1998年，成都铁路局改制，贵阳铁路分局首次公开向社会招聘乘务员，使87/88次列车的乘务团队中大专以上学历占80%，保证了服务的高品质。
1999年10月，列车更换车底升级为快速列车，车次改为K87/88次。2000年2月，列车以优质服务的形象亮相于中央电视台《新闻30分》栏目，获得较大的社会反响。同年10月21日，中国铁路实施第三次大提速后重新分类和调整了列车的等级和车次，K87/88次列车升级为特快列车，车次再度变更为T87/88次。
2008年8月8日，第29届奥运会在北京拉开帷幕，从贵阳开往北京的特快列车恰好是T88次，并在当日8时由贵阳发车。当日搭乘列车的旅客均获赠小国旗和北京奥运会会旗，列车乘务员组成了奥运服务小分队，除为乘客们现场朗诵迎接奥运的诗歌及举办奥运知识有奖竞答等活动外，还在车厢内悬挂“文明列车为奥运加油”的横幅，并让现场的所有人在上面签名为奥运加油，为北京带去了贵州民众迎接奥运的祝福。2013年12月28日，T87/88次列车的车底更换为25T型，次年12月10日，该列车的车次改为Z77/78次，这对原用于北京-汉口列车的车次重新启用，但同樣經武漢的新Z77次在武漢的停站為武昌站，而非漢口站。
2020年2月2日至8日贵阳始发Z78次，2月3日至9日北京西始发Z77次列车停运。

## 列车编组

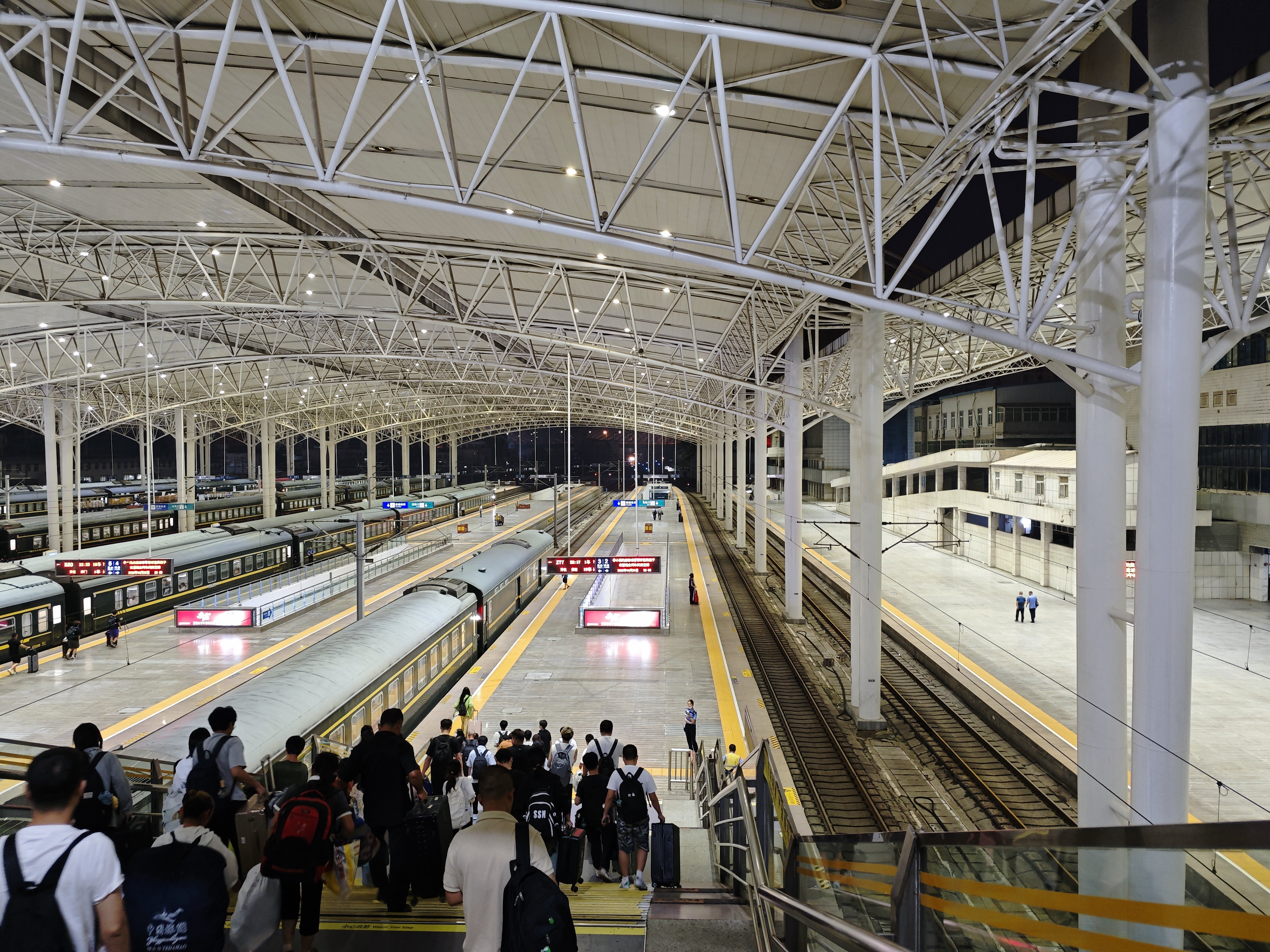
列车停靠郑州站（2025年）

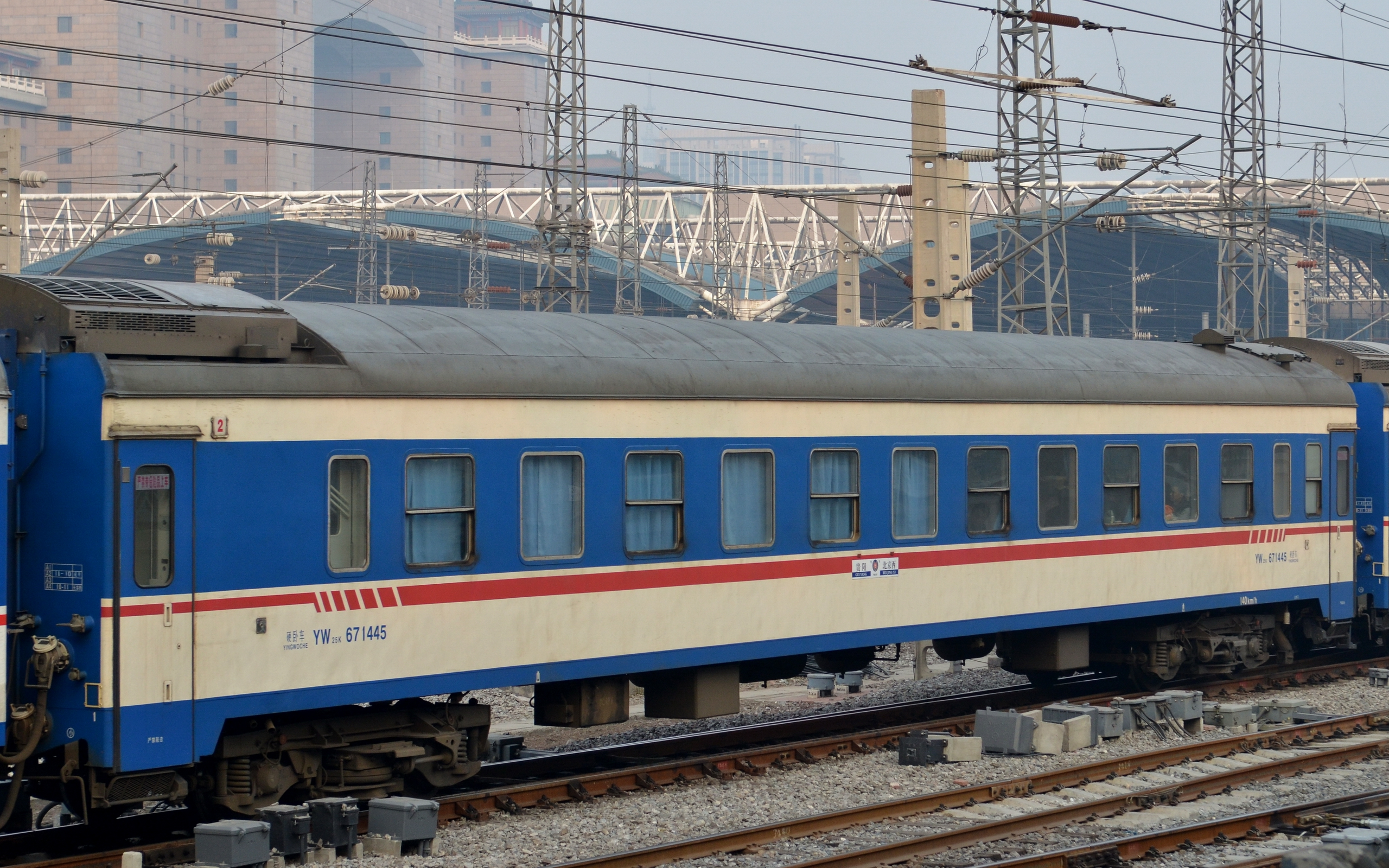
2011年仍使用25K型车底的T87次列车（2011年）

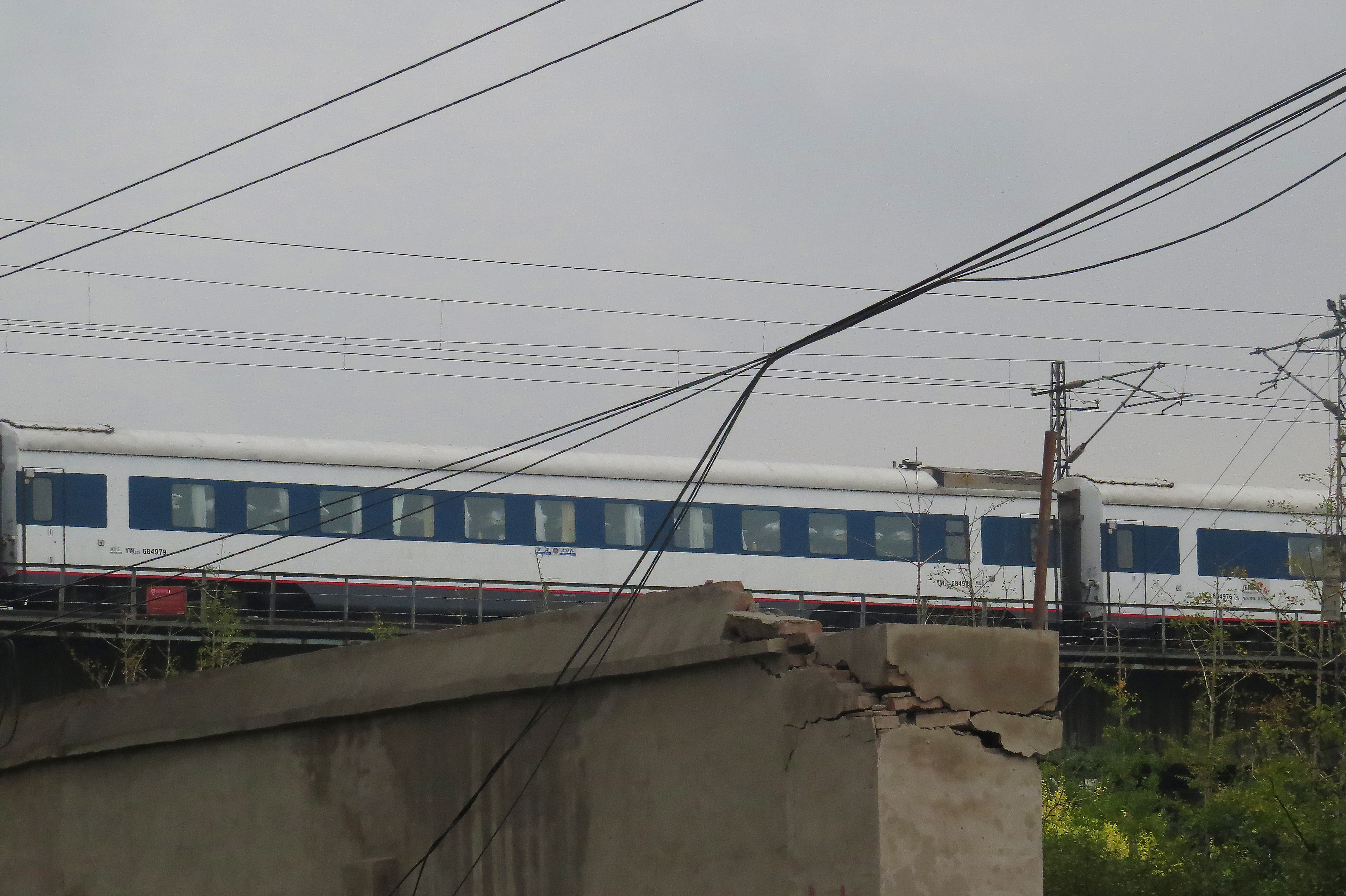
Z78次列车运行在石景山南站北侧西长线上（2015年）

Z77/78次列车自开行以来，经历了开行22型客车、25G型客车以及25K型客车和25T型客车四个发展阶段。目前采用的是25T型空调客车，采取19节编组，其中硬卧车12节、硬座车3节，软卧车3节、餐车1节。
列车值乘任务由贵阳客运段京快车队担当，下设8个包乘组，共有职工402名，平均年龄22岁。车队对列车环境空间、布局格调均作精心设计，在列车上张贴有贵州风光及少数民族的风情画，并增设了贵州民族服饰展销台、贵州地方特产柜和旅客免费书报阅读架等服务设施。在软件上，车队在餐车上提供如苗族的酸汤、腌肉等富有贵州少数民族特色的餐饮。此外，餐车还增设列车超市，销售贵州土特产和少数民族民间工艺品。乘务员会身着贵州少数民族的服饰，向旅客介绍贵州民间风情。列车广播室编排了能体现贵州地域文化的广播，开辟了“贵州少数民族风情”、“夜郎故事”等节目，使列车成为了宣传贵州改革开放新形象的流动窗口。
| 车厢编号 | 1-12         | 13-15        | 16         | 17-19        |
| 车型     | YW25T 硬卧车 | RW25T 软卧车 | CA25T 餐车 | YZ25T 硬座车 |

## 机车交路

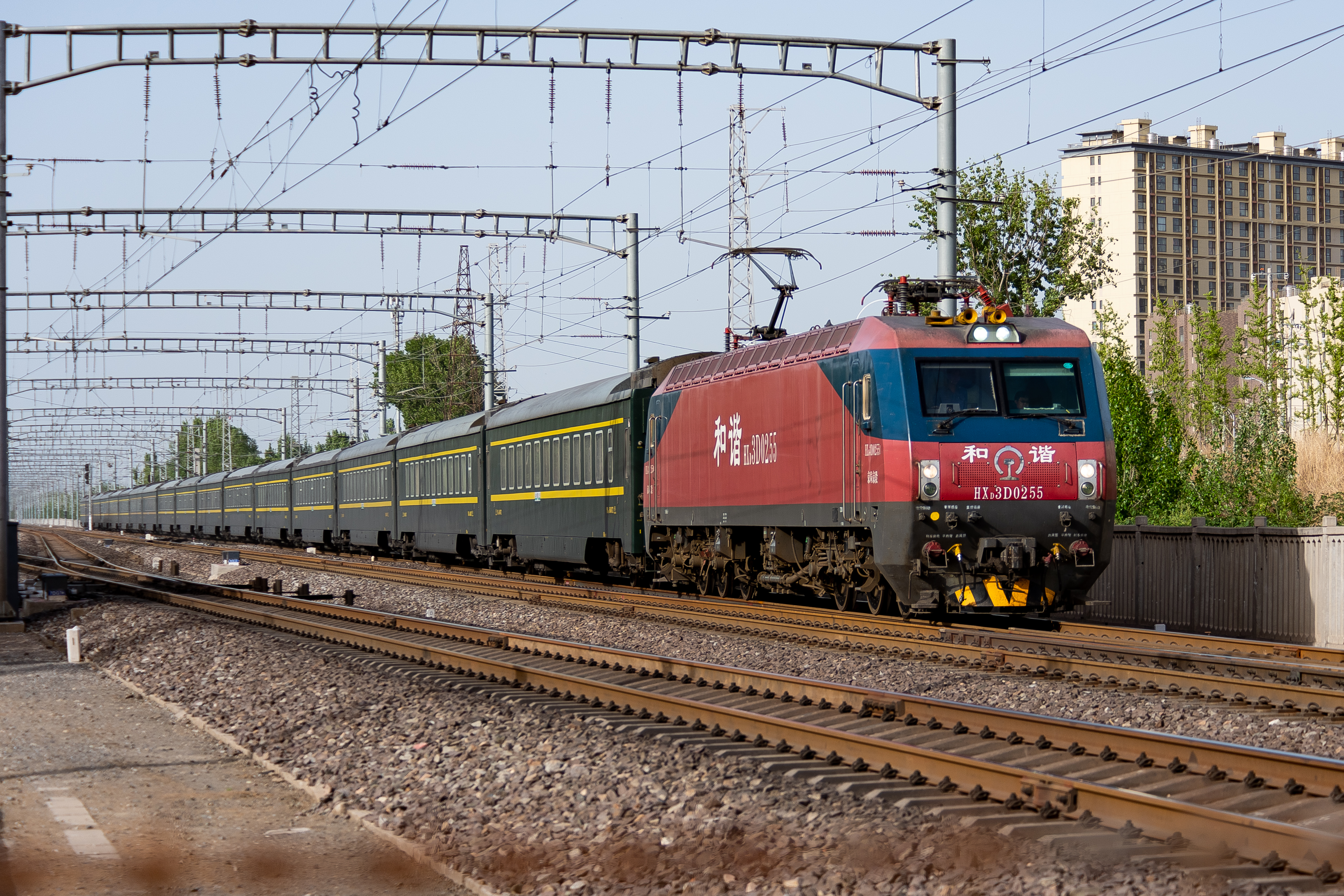
配属北京机务段的和谐3D型电力机车第0255号牵引Z77次列车通过京广线长阳村线路所（2021年5月）

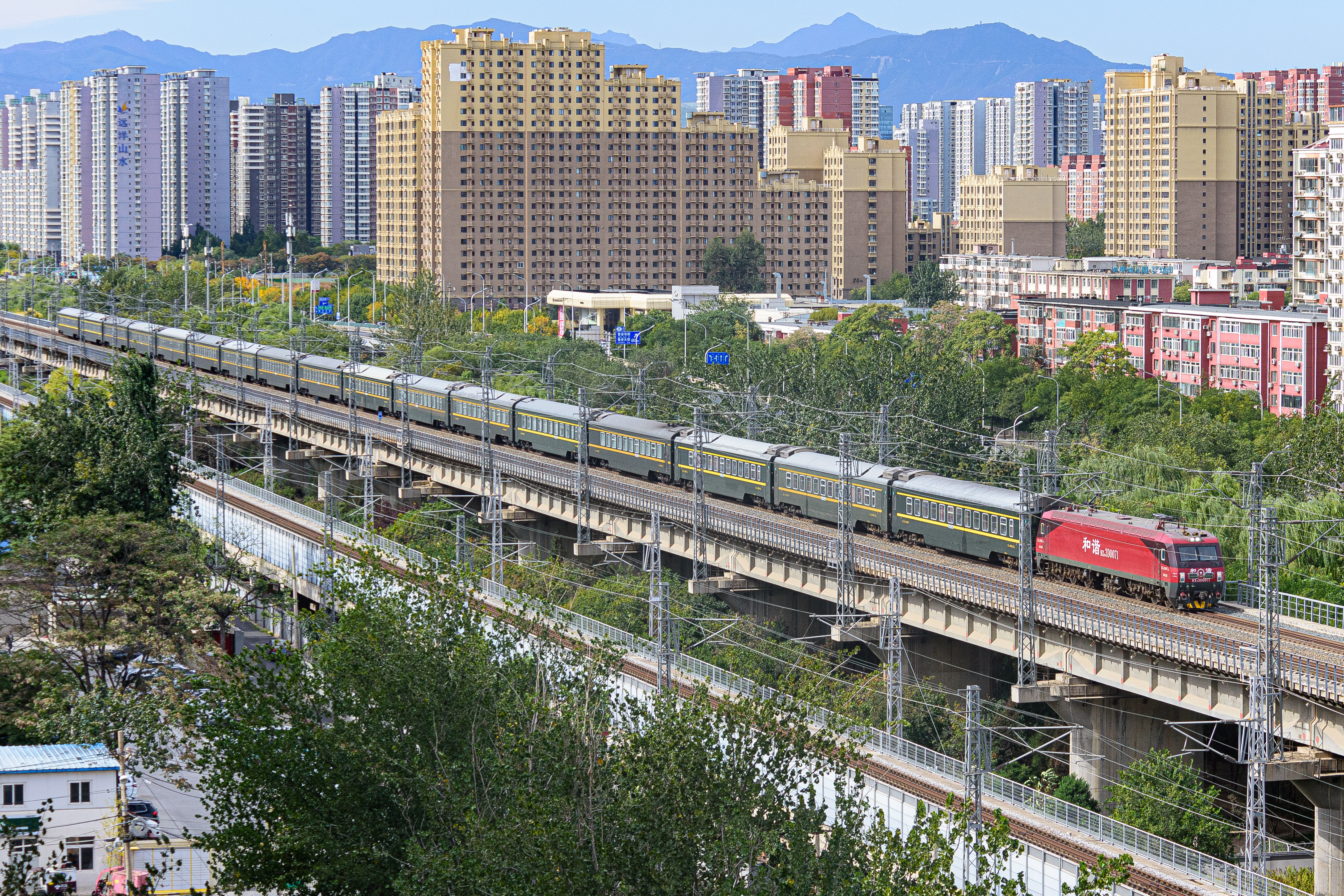
配属北京机务段的和谐3D型电力机车第0071号牵引Z78次列车通过西长线青塔段（2023年10月）

Z77/78次列车由廣州局集團使用廣州机务段的和谐1D型电力机车担当贵阳至長沙间机车交路，贵阳至怀化间乘务交路由怀化机务段担当；長沙至北京西間機車交路由北京局集團使用北京机务段的和谐3D型电力机车担当。
| 车站区段               | 贵阳 ↔ 長沙                                       | 長沙 ↔ 北京西                                                             |
| 本务机车 配属 司机更替 | 和谐1D型电力机车 廣鐵廣段 懷化/长沙司机在懷化轮乘 | 和谐3D型电力机车 京局京段 长沙/鄭州/北京/石家莊司机在武昌/鄭州/石家莊轮乘 |

## 时刻表

### 现行时刻
- 数据截至2023年7月1日。

| Z77次 | Z77次  | Z77次 | Z77次 | 停靠站 | Z78次 | Z78次 | Z78次  | Z78次 |
| 里程  | 天数   | 到点  | 开点  | 停靠站 | 到点  | 开点  | 天数   | 里程  |
| ----- | ------ | ----- | ----- | ------ | ----- | ----- | ------ | ----- |
| 0     | 当天   | —     | 16:11 | 北京西 | 12:03 | —     | 第二天 | 2536  |
| —     | 当天   | ↓     | ↓     | 保定   | 10:37 | 10:40 | 第二天 | 2390  |
| 281   | 当天   | 18:36 | 18:42 | 石家庄 | 09:20 | 09:26 | 第二天 | 2255  |
| —     | 当天   | ↓     | ↓     | 邯鄲   | 07:58 | 08:00 | 第二天 | 2094  |
| 689   | 当天   | 22:11 | 22:17 | 郑州   | 05:42 | 05:49 | 第二天 | 1847  |
| 1225  | 第二天 | 02:57 | 03:03 | 武昌   | 00:54 | 01:02 | 第二天 | 1311  |
| 1587  | 第二天 | 06:19 | 06:42 | 长沙   | 21:09 | 21:31 | 当天   | 949   |
| 1665  | 第二天 | 07:36 | 07:40 | 湘潭   | ↑     | ↑     | 当天   | —     |
| 1764  | 第二天 | 08:47 | 08:53 | 婁底   | 19:00 | 19:06 | 当天   | 772   |
| 2079  | 第二天 | 13:11 | 13:17 | 怀化   | 14:43 | 14:49 | 当天   | 457   |
| 2199  | 第二天 | 15:02 | 15:08 | 玉屏   | ↑     | ↑     | 当天   | —     |
| 2348  | 第二天 | 17:22 | 17:30 | 凯里   | 10:32 | 10:36 | 当天   | 188   |
| 2536  | 第二天 | 20:05 | —     | 贵阳   | —     | 08:08 | 当天   | 0     |

### 历史时刻
| Z77次 | Z77次  | Z77次 | Z77次 | 停靠站 | Z78次 | Z78次 | Z78次  | Z78次 |
| 里程  | 天数   | 到点  | 开点  | 停靠站 | 到点  | 开点  | 天数   | 里程  |
| ----- | ------ | ----- | ----- | ------ | ----- | ----- | ------ | ----- |
| 0     | 当天   | —     | 16:15 | 北京西 | 12:15 | —     | 第二天 | 2536  |
| 146   | 当天   | 17:28 | 17:31 | 保定   | 10:44 | 10:50 | 第二天 | 2390  |
| 281   | 当天   | 18:47 | 18:52 | 石家庄 | 09:27 | 09:33 | 第二天 | 2255  |
| 689   | 当天   | 22:16 | 22:22 | 郑州   | 05:58 | 06:04 | 第二天 | 1847  |
| 1225  | 第二天 | 03:01 | 03:07 | 武昌   | 01:12 | 01:18 | 第二天 | 1311  |
| 1587  | 第二天 | 06:24 | 06:30 | 长沙   | 21:40 | 21:48 | 当天   | 949   |
| 1764  | 第二天 | 08:20 | 08:26 | 婁底   | 19:34 | 19:40 | 当天   | 772   |
| 2079  | 第二天 | 12:43 | 12:51 | 怀化   | 15:14 | 15:23 | 当天   | 457   |
| 2199  | 第二天 | 14:38 | 14:41 | 玉屏   | 13:25 | 13:28 | 当天   | 337   |
| 2348  | 第二天 | 16:55 | 16:58 | 凯里   | 11:01 | 11:04 | 当天   | 188   |
| 2536  | 第二天 | 19:33 | —     | 贵阳   | —     | 08:37 | 当天   | 0     |

| Z77次 | Z77次  | Z77次 | Z77次 | 停靠站 | Z78次 | Z78次 | Z78次  | Z78次 |
| 里程  | 天数   | 到点  | 开点  | 停靠站 | 到点  | 开点  | 天数   | 里程  |
| ----- | ------ | ----- | ----- | ------ | ----- | ----- | ------ | ----- |
| 0     | 当天   | —     | 16:15 | 北京西 | 12:10 | —     | 第二天 | 2536  |
| 281   | 当天   | 18:39 | 18:44 | 石家庄 | 09:29 | 09:35 | 第二天 | 2255  |
| 689   | 当天   | 22:07 | 22:18 | 郑州   | 06:03 | 06:09 | 第二天 | 1847  |
| 1225  | 第二天 | 02:52 | 02:58 | 武昌   | 01:08 | 01:26 | 第二天 | 1311  |
| 1587  | 第二天 | 06:14 | 06:20 | 长沙   | 21:40 | 21:48 | 当天   | 949   |
| 1764  | 第二天 | 08:14 | 08:20 | 婁底   | 19:34 | 19:40 | 当天   | 772   |
| 2079  | 第二天 | 12:18 | 12:28 | 怀化   | 15:34 | 15:42 | 当天   | 457   |
| 2199  | 第二天 | 14:02 | 14:05 | 玉屏   | 13:57 | 14:00 | 当天   | 337   |
| 2348  | 第二天 | 16:07 | 16:10 | 凯里   | 11:45 | 11:49 | 当天   | 188   |
| 2536  | 第二天 | 18:36 | —     | 贵阳   | —     | 09:25 | 当天   | 0     |

## 事故
1977年12月9日，149次列车6号车厢一名旅客携带的打火纸因走火而发生火灾，造成19人死亡、9人重伤:216。